# Many Clouds

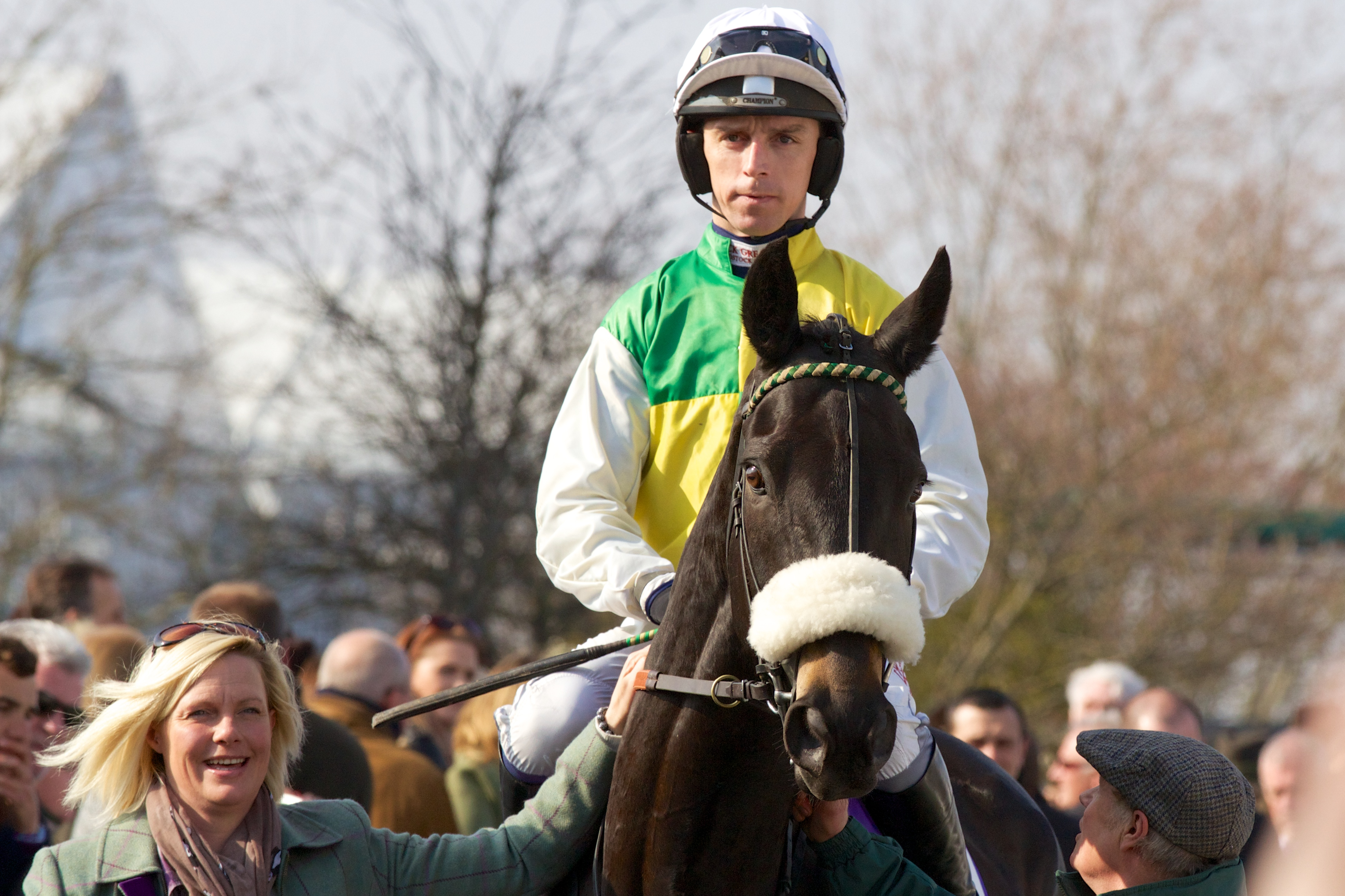
Leighton Aspell dosiadający wałacha Many Clouds

Many Clouds (ur. 21 kwietnia 2007, zm. 28 stycznia 2017) – wyhodowany w Irlandii koń wyścigowy pełnej krwi angielskiej. najbardziej znany z wygrania wyścigu Grand National w 2015. Jako źrebię został sprzedany i przetransportowany do Anglii, gdzie trenowany był z myślą o National Hunt przez Olivera Sherwooda.
Wygrał wyścig National Hunt Flat i dwa wyścigi typu Hurdling dla nowicjuszy, a następnie jesienią 2013 przeszedł do klasy Steeplechase jako sześciolatek. W swoim pierwszym sezonie wyścigów płotowych wygrał dwukrotnie, a także zajął drugie miejsce w klasie nowicjuszy w trakcie Reynoldstown Novices' Chase, a także czwarte miejsce w trakcie Mildmay Novices' Chase. W kolejnym sezonie uznany został za jednego z najbardziej obiecujących koni, wygrywając swoje trzy pierwsze wyścigi, w tym Hennessy Gold Cup oraz Cotswold Chase. 11 kwietnia 2015 wygrał wyścig Grand National, który odbył się na torze Aintree Racecourse.
W kolejnym sezonie wygrał jeden wyścig, ale ukończył go poza klasyfikacją. W styczniu 2017 pokonał do tamtej pory niezwyciężonego wałacha o imieniu Thistlecrack, wygrywając swój drugi Cotswold Chase, ale upał i zmarł z powodu krwotoku płucnego wywołanego wysiłkiem fizycznym, wkrótce po przekroczeniu mety. Następnie został oceniony jako wiodący koń wśród zwierząt biorących udział w wyścigach w Wielkiej Brytanii i Irlandii w sezonie 2016/2017.

## Rodowód
Ojcem konia był urodzony w 1994 Cloudings, po zmarłym w 2011 koniu Sadler's Wells, od matki Ispahan. Matką Many Clauda została Bobbing Baca (po ogierze Bob Back, od Ballyvooney), klacz urodzona w 1997.